# Эгадзе, Отар Николаевич
Отар Николаевич Эгадзе (груз. ოთარ ნიკოლოზის ძე ეგაძე, 8 (21) ноября 1913 — 7 ноября 1995, Тбилиси) — грузинский советский государственный и партийный деятель, театральный критик, либреттист, редактор, педагог. Заслуженный деятель искусств Грузинской ССР (1963).

## Биография
В 1939 году окончил Ленинградский институт журналистики. В 1944 году стал председателем Управления по делам искусств при Совнаркоме Грузинской ССР, в 1952 году назначен министром кинематографии Грузинской ССР. С 1946 года вёл педагогическую работу в Тбилисском университете.
С 1954 года редактировал журнал «Сабчота хеловнеба» («Советское искусство»).
Кандидат в члены ЦК КП(б) Грузии (с 1952).
Автор либретто балетов «Синатле» Г. Киладзе (1947) и «Горда» Д. Торадзе.

## Избранные публикации
- Ленин и искусство, Тбилиси, 1959 (на груз. яз.);
- Ленин в борьбе за партийность искусства на страницах газеты «Правда» (1917—1923), Тбилиси, 1961;
- Ленин в борьбе за партийность искусства на страницах газеты «Правда» (1912—1914), Тбилиси, 1965;
- Грузинский балет, Тбилиси, 1961;
- В театре и вне театра. Тбилиси, «Хеловнеба», 1969;
- Пьесы братских республик. Тбилиси, «Хеловнеба», 1976;
- Ленин и газета «Правда» о партийности искусства. Тбилиси, «Хеловнеба», 1980;
- Ленин о партийности литературы и искусства (1980);
- Сцена и экран — трибуна дружбы народов (1981) ;
- Дни наших битв, 1988